# Es-Sifa
Es-Sifa (franska: Es-Sifa (CR), Es-Sifa (Commune Rurale), arabiska: النيف) är en kommun i Marocko.   Den ligger i provinsen Errachidia och regionen Drâa-Tafilalet, i den östra delen av landet, 400 km sydost om huvudstaden Rabat. Antalet invånare är 7 879.